# Осмотрительный (эсминец, 1982)
«Осмотрительный» — четвёртый эскадренный миноносец проекта 956 (код НАТО — «Sovremenny»).

## История строительства
Заложен на заводе № 190 им. А. А. Жданова 27 октября 1978 года (строительный № 864), спущен 23 апреля 1982 года. Крёстная мать корабля — Марина Алексеева. Экипаж сформирован в Североморске 10 октября 1982 года, заселение на корабль — 16 апреля 1983 года, 7 ноября в 1984 году в период испытаний участвовал в параде на Неве в день 67-й годовщины Великой Октябрьской социалистической революции. Принят флотом 30 сентября 1984 года, 7 октября 1984 года на корабле был поднят советский военно-морской флаг, 7 декабря 1984 года эсминец вступил в состав Советского Военно-Морского Флота. На период строительства был включён в состав 13 бригады строящихся и ремонтирующихся кораблей (13 брстремк) Ленинградской военно-морской базы, на период испытаний с 11 октября 1984 года включён в состав 76-й бригады ракетных кораблей 12-й дивизии ракетных кораблей.

## Служба
В период с 21 августа по 22 ноября 1985 года корабль совершил переход из Балтийска во Владивосток вокруг Африки в составе корабельной ударной группы (КУГ) крейсера «Фрунзе» и БПК «Адмирал Спиридонов» с деловыми заходами в Луанду, Мапуту, Аден и Камрань под флагом вице-адмирала В. С. Круглякова (за 67 ходовых суток было пройдено 21 268 морских миль).
25 ноября 1985 года корабль был зачислен в состав 175 бригады ракетных кораблей 10 оперативной эскадры. В 1986 году нёс боевую службу в Южно-Китайском море. В 1987 году прошёл доковый ремонт. С 15 февраля по 9 сентября 1988 года нёс боевую службу в Персидском заливе. Отконвоировал 31 судно в 16 конвоях. По итогам 1988 года завоевал Приз ГК ВМФ за ракетно-артиллерийскую подготовку. В 1990 году в составе КУГ с эсминцем «Боевой» и большим противолодочным кораблём «Адмирал Трибуц» завоевал Приз ГК ВМФ по ракетно-артиллерийской подготовке.

### Расформирование
14 августа 1991 года эсминец «Осмотрительный» был поставлен на ремонт на «Дальзавод», в состав 79-й бригады строящихся и ремонтирующихся кораблей, однако ремонт практически не производился. В итоге, 16 августа 1997 год корабль был исключён из списков флота и 18 июля 1998 года уведён на разборку в залив Стрелок.

## Командиры
- С 1983 года — капитан 2 ранга Нечипуренко Виктор Александрович.
- С 1985 года — капитан 2 ранга Бражник Александр Иванович.
- С 1987 года — капитан 2 ранга Назаров Александр Иванович.
- С 1989 года — капитан 2 ранга Пепеляев Владимир Викторович.
- С 1991 года — капитан 2 ранга Тарасов, Василий Иванович.

## Бортовые номера
В ходе службы эсминец сменил ряд следующих бортовых номеров
- 1984 год — № 672.
- 1986 год — № 780.
- 1987 год — № 755.
- 1990 год — № 730.
- 1993 год — № 735.
- 1997 год — № 730.